# Final Doom
Final Doom è uno sparatutto in prima persona facente parte della saga di Doom della id Software, pubblicato nel 1996 per MS-DOS, Microsoft Windows, Mac OS e PlayStation.
Final Doom è costituito da due nuovi episodi inediti, TNT: Evilution e The Plutonia Experiment. Il gioco è ufficialmente riconosciuto dalla id Software, sebbene Final Doom non sia stato sviluppato dalla software-house americana: ciascun episodio è stato realizzato da autori diversi, TNT: Evilution è stato creato dal Team TNT, un gruppo di "level designer" noto per aver realizzato numerosi add-on gratuiti per Doom, nonché Boom, uno fra i primi "port" del motore di Doom (realizzato dopo che id Software ha reso pubblico il codice del gioco); The Plutonia Experiment è invece stato realizzato interamente dai fratelli Dario e Milo Casali.

## Trama
Il marine protagonista della serie di Doom è riuscito a salvare il mondo dalle orde infernali in Doom II, ma si troverà di fronte a nuove sfide negli episodi di Final Doom.

### TNT: Evilution
Dopo la liberazione dai demoni della Terra, la UAC è stata rifondata e le sue ricerche sul teletrasporto riattivate. Tuttavia, per maggior sicurezza, i laboratori sono stati costruiti su Io, una delle lune di Giove, inoltre un intero battaglione di marine si trova di stanza sul posto per fronteggiare eventuali tentativi di attacco da parte dei demoni. Infatti, durante un esperimento, i demoni tentano un assalto, che viene però respinto dai marine, comandati dall'eroe che in precedenza aveva sgominato le loro orde sulla Terra.
Quando tutto il personale pensa di essere ormai al sicuro dall'invasione, un'astronave si materializza in orbita di Io: gli uomini della UAC pensano sia la nave di rifornimento inviata dalla Terra, ma scoprono con orrore che è una nave costruita dai demoni, realizzata in acciaio, ossa e corruzione, da cui piovono sulla base centinaia di creature infernali. Ben presto i mostri si spargono nella base ed i marine, presi alla sprovvista, non riescono a respingerli. Tutti gli esseri umani vengono uccisi o zombificati tranne uno: il comandante dei marine non era sul posto al momento, essendo impegnato in un'esplorazione fuori dalla base. Tornato alla base scopre quanto è accaduto e decide di entrare in azione, per eliminare nuovamente i demoni.

### The Plutonia Experiment
Dopo gli eventi di TNT Evilution, la Terra non è ancora al sicuro, in quanto le orde infernali minacciano una nuova terribile invasione. Tutto comincia quando la UAC decide di avviare ricerche su come impedire che i demoni possano sfruttare la tecnologia dei teletrasporti per future invasioni: i ricercatori mettono a punto un prototipo di "acceleratore quantico", uno strumento in grado di chiudere portali di teletrasporti quando questi vengono aperti. Per realizzare questo prototipo però, i ricercatori furono costretti ad apprendere di nuovo come aprire i portali...
Nel corso del primo test dell'acceleratore quantico tutto funziona perfettamente, lo strumento chiude il portale dimensionale aperto dai demoni, uccidendo all'istante il Cyberdemone che lo stava ancora attraversando. Tuttavia pochi giorni dopo una serie di sette portali viene aperta dai demoni: l'acceleratore quantico li chiude uno dopo l'altro, ma nel tempo occorso per farlo troppi demoni hanno ormai attraversato la loro dimensione per giungere sulla Terra. La struttura UAC viene invasa, gli umani uccisi o zombificati e l'acceleratore quantico rubato da un demone guardiano.
Temendo che il prototipo possa essere sfruttato dai demoni contro l'umanità, il quartier generale dei Marine ordina un assalto contro la struttura UAC. Il protagonista, che casualmente si trovava vicino al luogo dell'invasione, sa che quando i rinforzi arriveranno sarà troppo tardi, decide così di entrare da solo e fermare i demoni.

## Modalità di gioco
Final Doom si articola su un totale di 64 mappe: entrambi gli episodi infatti sono caratterizzati da una struttura analoga a quella di Doom 2 e pertanto sono costituiti da 32 livelli ciascuno. Il gioco utilizza le creature, le armi e gli oggetti già visti in Doom 2, tuttavia gli episodi sono arricchiti dall'uso di nuove texture e, per quanto riguarda TNT: Evilution, anche da nuove musiche di sottofondo. La difficoltà degli episodi di Final Doom è superiore a quanto visto nei precedenti capitoli della saga, sia per complessità dei livelli, sia per la quantità di avversari che il giocatore dovrà affrontare. In particolare The Plutonia Experiment è l'episodio che rappresenta la sfida più consistente per il giocatore medio di Doom. Alcune delle mappe sono parzialmente ispirate da mappe già viste in Doom 2.